# Heinrich Hesse (Gartenvorsteher)
Heinrich Hesse (17./18. Jh.) war Gartenvorsteher u. a. bei den Grafen von Nassau und dem Kurfürsten von Mainz sowie Autor von Gartenfachbüchern.

## Leben und Wirken

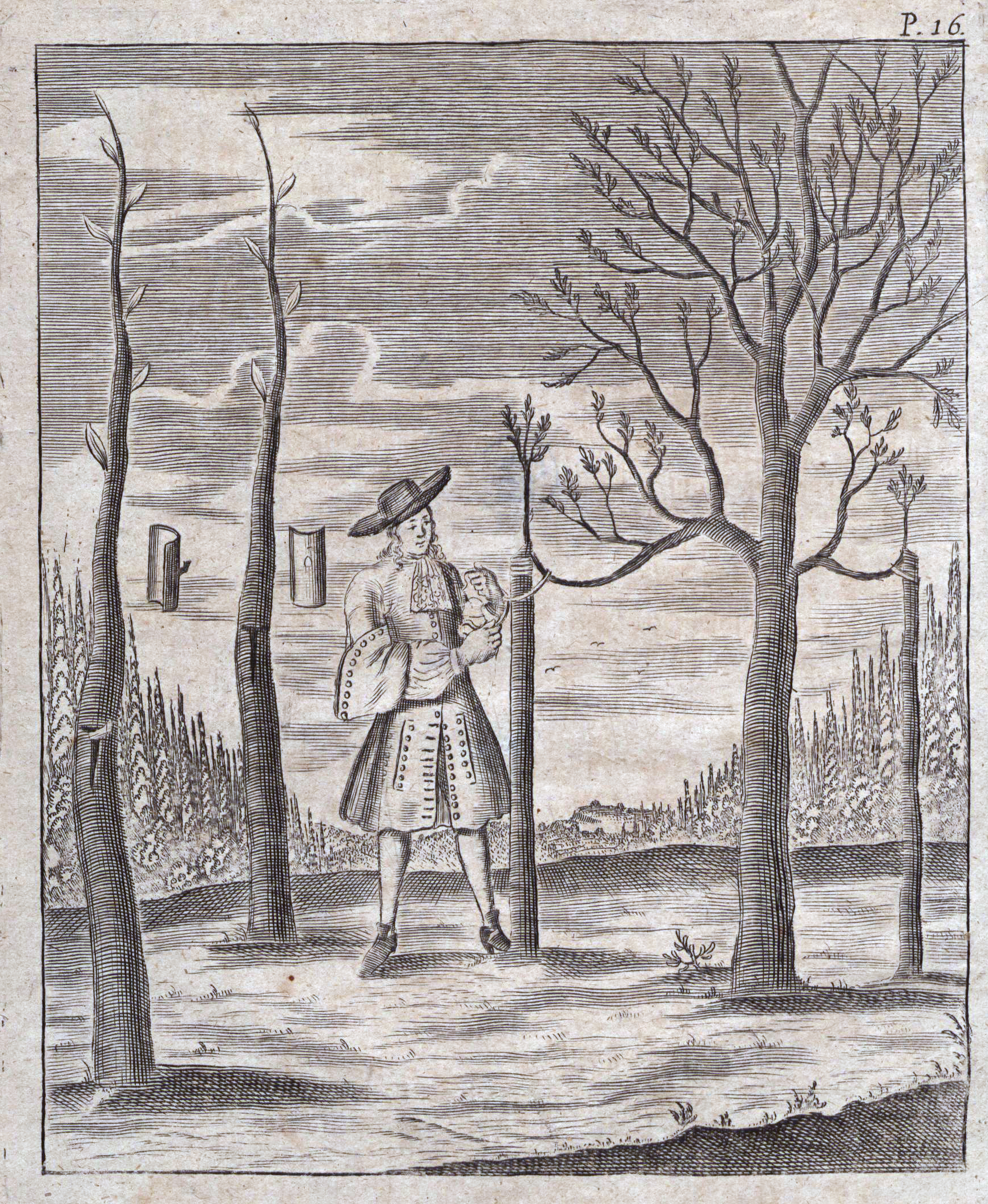
Kupferstich aus Heinrich Hesses "Neue Garten-Lust", Ausgabe 1703

Biographische Angaben zu Heinrich Hesse sind bisher nur aus den eigenen Erwähnungen in seiner 1690 erstveröffentlichten Neuen Garten-Lust bekannt. Wahrscheinlich ist Hesse vor 1645 geboren, möglicherweise in der Region zwischen Kassel und Magdeburg. Offenbar war er in den späten 1650er Jahren Gärtnergeselle beim Hofgärtner Johann Clodius in Schloss Gottorf. Durch Hesses Aussage, das Blühen der amerikanischen Aloe sechsmal beobachtet zu haben und durch seine Auflistung der Orte in zeitlicher Reihenfolge lassen sich anhand bekannter Jahreszahlen über das Blühen für ihn Aufenthalte in Stuttgart 1658 (fürstlicher Lustgarten), 1663 im zu Meißen gehörigen Kohren (Pomeranzenhaus im Lustgarten des Konrad von Lösern) und 1668 in Gottorf (hochfürstlicher Lustgarten) vermuten. In Sondershausen am südlichen Harz (hochfürstlicher Lustgarten) hat die Aloe von 1662 bis 1694 in sechs Jahren geblüht. Ferner nennt Hesse Ansbach in Bayern und Schloss Hessen im östlichen Harz. Ob Hesse sich an diesen Orten zu Studienzwecken aufhielt oder als Geselle tätig war, ist bisher nicht nachweisbar.
Er gibt ferner an, in Diensten des Generalmajors von Uffeln in Höxter und des Grafen Johannes von Nassau-Idstein gestanden zu haben. Hesse ist auf jeden Fall viel gereist und berichtet in seiner Garten-Lust beispielhaft von seinen Beobachtungen in Kassel, Lauenburg an der Elbe, Katlenburg im Eichsfeld, Leitzkau östlich von Magdeburg und Leipzig sowie in Holland, namentlich vom Garten in Schloss Batestein in Vianen bei Utrecht. Wann Hesse seine seit 1690 im Titel der Garten-Lust genannte Anstellung als „Churfürstlich Mayntzischer Garten-Vorsteher“ angetreten hat, ist nicht bekannt. Es wird vermutet, dass Heinrich Hesse zwischen 1675 und 1678 nach Mainz kam.

## Autorschaft

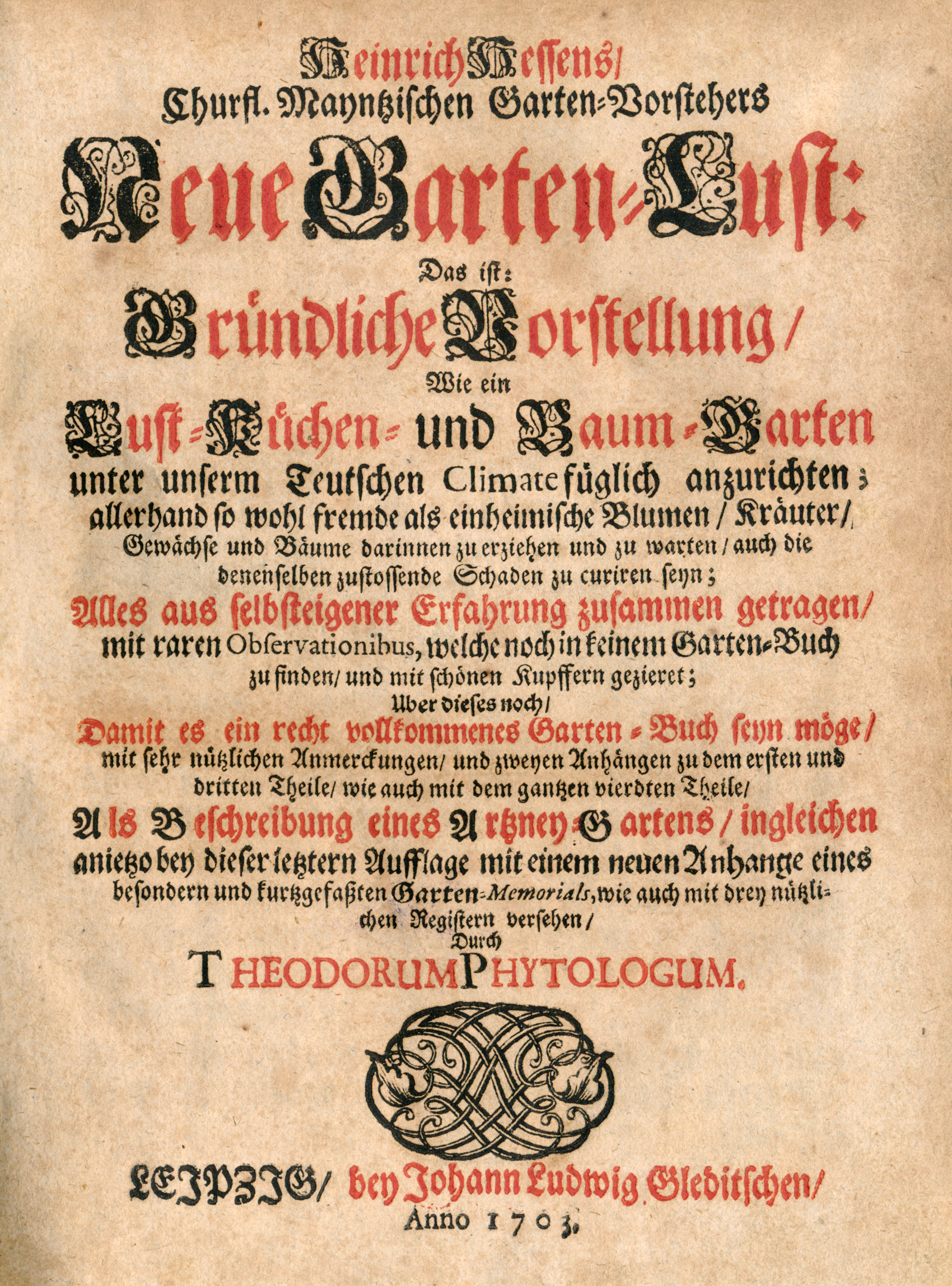
Heinrich Hessens Neue Garten-Lust, Ausgabe 1703

Hesses Hauptwerk ist sicherlich seine bisher in sechs, jeweils ergänzten Auflagen (1690, 1696, 1703, 1706, 1714, 1742) nachweisbare Neue Garten-Lust. Unterteilt ist das Werk in die Bereiche Blumengarten, Küchengarten, Baumgarten und Arzneigarten. Mit Anhängen und Registern schon in der ersten Auflage ergänzt durch Theodorus Phytologus, dessen realer Name bisher nicht bekannt ist. Von den eingebundenen „schönen Kupffern“ ist nur eines vom Leipziger Kupferstecher J. C. Böcklin signiert.
Heinrich Hessens teutscher Gärtner, in Ausgaben von 1710, 1724 und 1740 nachweisbar, ist bisher noch nicht genauer mit der Neuen Garten-Lust verglichen worden und richtet sich mit seinen Empfehlungen an den „künftigen Hofgärtner“.
Die Neue Unterweisung zu dem Blumen-Bau nebst einem Tractätlein von dem Melonen-Bau und einer langen Liste von Tulpen-Sorten (1705, 1712, 1734) ist als „anderer (zweiter) Theil“ zu Heinrich Hessens Garten-Lust erschienen und ohne Autorennennung „aus der Frantzösischen Sprache in die Hochteutsche übersetzt“ worden. Bibliothekskataloge nennen neben Hesse als Autor Jean-Baptiste de La Quintinie und seine Nouvelle instructions pour la culture des fleurs. Wimmer listet eine deutsche Ausgabe von Louis Ligers (1658–1717) 1704 erstveröffentlichtem Werk Le jardinier fleuriste & historiographie unter dem Titel Historischer und verständiger Blumengärtner beim Leipziger Verlag Johann Ludwig Gleditsch und Moritz Georg Weidmann 1715, der auch Hesse verlegte, und erwähnt: Die Ausgabe von 1715 gibt es auch mit einer Titelblattvariante, die anstelle des Textes „Mit vielen darzu gehörigen Figuren und Kupferstichen ausgezieret“ den Zusatz enthält: „Als ein zu H. Hessens Garten-Buch sich wohl schickender Dritter Theil.“  Und stellt fest, dass die Werke von Liger zum Teil vom Autor, zum Teil aber auch „durch nicht legitimierte Verleger (…)  verändert“ wurden. Insofern bedarf weiterer Prüfung, ob diese aus dem Französischen übersetzten Erweiterungen von Hesses Garten-Lust tatsächlich von ihm zumindest redigiert und bearbeitet wurden.
Die Bibliothekskataloge weisen außerdem den Titel Erneuertes Garten- Baum- und Peltz-Büchlein / Wie auch Feld- und Acker-Schatz Heinrich Hesse zu, ohne Verlag, Ort und Erscheinungsjahr („ca. 1745“) benennen zu können.

## Werke
- Heinrich Hessens, churfl. Mayntzischen Garten-Vorstehers, Neue Garten-Lust, das ist, Gründliche Vorstellung wie ein Lust- Küchen- und Baum-Garten unter unserem teutschen climate füglich anzurichten : allerhand so wohl fremde als einheimische Blumen, Kräuter, Gewächse und Bäume darinnen zu erziehen und zu warten ... : mit sehr nützlichen Anmerckungen, und zweyen Anhängen zu dem ersten und dritten Theile, wie auch mit dem gantzen vierdten Theile, als Beschreibung eines Artzney-Gartens, ingleichen anietzo bey dieser letztern Aufflage mit einem neuen Anhange eines besondern und kurtzgefassten Garten, Memorials, wie auch mit drey nützlichen Registern versehen
- Heinrich Hessens Teutscher Gärtner, Das ist, Eine gründliche Vorstellung, Wie nach nothwendiger zubereitung des erdreichs unter unserm teutschen climate Ein Lust- Küchen- und Baum-Garten füglich anzurichten, und darinnen allerhand, so wohl fremde, als einheimische Blumen, Kräuter, Gewächse und Bäume zu erziehen, zu warten und zu vermehren sind ; ... zusammen getragen, mit raren anmerckungen ... versehen und in vier bücher abgetheilet
- Neue Unterweisung zu dem Blumen-Bau ... nebst einem ... Tractätlein von dem Melonen-Bau . Anietzo als ein zu Heinrich Hessens Garten-Lust Anderer Theil / aus der Frantzösischen Sprache in die Hochteutsche übersetzt / und zu allgemeinem Nutzen mitgetheilet. Leipzig / Im Verlag Johann Ludwig Gleditsch Anno 1705 .
- Erneuertes Garten- Baum- und Peltz-Büchlein / Wie auch Feld- und Acker-Schatz : Darinnen Von Säen und Pflantzen allerley Salat und Kuchen-Speiß / auch Satz- Pfropf- und Wartung der Bäume beschrieben. Deme beygefügt ein nützlicher Unterricht / wie und welcher Zeit allerley Geträid zu säen und zu warten seye. / Hesse, Heinrich. - Zum erstenmal also gedruckt. [Erscheinungsort nicht ermittelbar] : [Verlag nicht ermittelbar], [ca. 1745]